# Berneuil (Charente)
Berneuil és un municipi francès situat al departament del Charente i a la regió de la Nova Aquitània. L'any 2007 tenia 329 habitants.

## Demografia

### Població
El 2007 la població de fet de Berneuil era de 329 persones. Hi havia 128 famílies de les quals 28 eren unipersonals (8 homes vivint sols i 20 dones vivint soles), 40 parelles sense fills, 44 parelles amb fills i 16 famílies monoparentals amb fills.
La població ha evolucionat segons el següent gràfic:
Habitants censats

### Habitatges
El 2007 hi havia 164 habitatges, 127 eren l'habitatge principal de la família, 20 eren segones residències i 17 estaven desocupats. 160 eren cases i 4 eren apartaments. Dels 127 habitatges principals, 109 estaven ocupats pels seus propietaris, 14 estaven llogats i ocupats pels llogaters i 4 estaven cedits a títol gratuït; 1 tenia una cambra, 5 en tenien dues, 11 en tenien tres, 18 en tenien quatre i 92 en tenien cinc o més. 93 habitatges disposaven pel capbaix d'una plaça de pàrquing. A 54 habitatges hi havia un automòbil i a 66 n'hi havia dos o més.

### Piràmide de població
La piràmide de població per edats i sexe el 2009 era:
| Homes | Edats   | Dones |
| ----- | ------- | ----- |
| 0     | 95 o +  | 0     |
| 0     | 90 a 94 | 0     |
| 0     | 85 a 89 | 28    |
| 0     | 80 a 84 | 8     |
| 8     | 75 a 79 | 4     |
| 16    | 70 a 74 | 20    |
| 8     | 65 a 69 | 4     |
| 0     | 60 a 64 | 8     |
| 16    | 55 a 59 | 0     |
| 4     | 50 a 54 | 16    |
| 4     | 45 a 49 | 8     |
| 16    | 40 a 44 | 8     |
| 8     | 35 a 39 | 16    |
| 12    | 30 a 34 | 8     |
| 12    | 25 a 29 | 8     |
| 0     | 20 a 24 | 8     |
| 4     | 15 a 19 | 12    |
| 12    | 10 a 14 | 4     |
| 12    | 5 a 9   | 12    |
| 8     | 0 a 4   | 0     |

## Economia
El 2007 la població en edat de treballar era de 178 persones, 124 eren actives i 54 eren inactives. De les 124 persones actives 117 estaven ocupades (65 homes i 52 dones) i 7 estaven aturades (1 home i 6 dones). De les 54 persones inactives 24 estaven jubilades, 16 estaven estudiant i 14 estaven classificades com a «altres inactius».

### Ingressos
El 2009 a Berneuil hi havia 129 unitats fiscals que integraven 312 persones, la mediana anual d'ingressos fiscals per persona era de 15.435 €.

### Activitats econòmiques
Dels 13 establiments que hi havia el 2007, 3 eren d'empreses de construcció, 4 d'empreses de comerç i reparació d'automòbils, 1 d'una empresa de transport, 1 d'una empresa d'informació i comunicació, 1 d'una empresa de serveis, 1 d'una entitat de l'administració pública i 2 d'empreses classificades com a «altres activitats de serveis».
Dels 3 establiments de servei als particulars que hi havia el 2009, 1 era un paleta, 1 lampisteria i 1 perruqueria.
L'any 2000 a Berneuil hi havia 31 explotacions agrícoles que ocupaven un total de 1.000 hectàrees.

## Equipaments sanitaris i escolars
El 2009 hi havia una escola elemental integrada dins d'un grup escolar amb les comunes properes formant una escola dispersa.

## Poblacions més properes
El següent diagrama mostra les poblacions més properes.